# Tanius
Tanius (Tanius sinensis) – dinozaur z rodziny hadrozaurów (Hadrosauridae).
Żył w okresie późnej kredzie (ok. 89-65 mln lat temu) na terenach wschodniej Azji. Długość ciała ok. 10 m, masa ok. 3 ton. Jego szczątki znaleziono w Chinach (w prowincjach Heilongjiang i Szantung).